# Cleistanthus apodus
Cleistanthus apodus är en emblikaväxtart som beskrevs av George Bentham. Cleistanthus apodus ingår i släktet Cleistanthus och familjen emblikaväxter. Inga underarter finns listade i Catalogue of Life.